# Планински купусар
Планински купусар (лат. Pieris ergane) врста је лептира из породице белаца (лат. Pieridae).

## Опис врсте
Најмањи је од свих купусара, има нежнија крила и лошији је летач. Црни врх предњих крила је правоугаон. Ретка и локална врста која обично лети у мањим групама на шумовитим, претежно планинским локалитетима.

## Распрострањење и станиште
Распрострањен је у јужној Европи, највише на Балканском полуострву.

## Биљке хранитељке
Основна биљка хранитељка бисерак (Aethionema saxatile).